# Алгоритм де Кастельжо
В вычислительной математике алгоритм де Кастельжо, названный в честь его изобретателя Поля де Кастельжо — рекурсивный метод определения формы многочленов Бернштейна или кривых Безье. Алгоритм де Кастельжо также может быть использован для разделения кривой Безье на две части по произвольному значению параметра {\displaystyle (t)}. 
Достоинством алгоритма является его более высокая вычислительная устойчивость по сравнению с прямым методом.

## Описание
Задан многочлен Бернштейна B степени n
{\displaystyle B(t)=\sum _{i=0}^{n}\beta _{i}b_{i,n}(t),}
где b — базис многочлена Бернштейна, многочлен в точке t0 может быть определен с помощью рекуррентного соотношения
{\displaystyle \beta _{i}^{(0)}:=\beta _{i}{\mbox{ , }}i=0,\ldots ,n}
{\displaystyle \beta _{i}^{(j)}:=\beta _{i}^{(j-1)}(1-t_{0})+\beta _{i+1}^{(j-1)}t_{0}{\mbox{ , }}i=0,\ldots ,n-j{\mbox{ , }}j=1,\ldots ,n}
Тогда определение {\displaystyle B} в точке {\displaystyle t_{0}} может быть определено в {\displaystyle n} шагов алгоритма. Результат {\displaystyle B(t_{0})} дан по:
{\displaystyle B(t_{0})=\beta _{0}^{(n)}.}
Также, кривая Безье {\displaystyle B} может быть разделена в точке {\displaystyle t_{0}} на две кривые с соответствующими опорными точками:
{\displaystyle \beta _{0}^{(0)},\beta _{0}^{(1)},\ldots ,\beta _{0}^{(n)}}
{\displaystyle \beta _{0}^{(n)},\beta _{1}^{(n-1)},\ldots ,\beta _{n}^{(0)}}

## Геометрическая интерпретация
Геометрическая интерпретация алгоритма де Кастельжо проста:
- Задана кривая Безье с опорными точками {\displaystyle \scriptstyle P_{0},...,P_{n}}. Соединив последовательно опорные точки с первой по последнюю, получаем ломаную линию.
- Разделяем каждый полученный отрезок этой ломаной в соотношении {\displaystyle \scriptstyle t:(1-t)} и соединяем полученные точки. В результате получаем ломаную линию с количеством отрезков, меньшим на один, чем исходная ломаная линия.
- Повторяем процесс до тех пор, пока не получим единственную точку. Эта точка и будет являться точкой на заданной кривой Безье с параметром {\displaystyle \scriptstyle t}.

Следующая иллюстрация демонстрирует этот процесс для кубической кривой Безье:
Следует заметить, что полученные в процессе построения промежуточные точки являются опорными точками для двух новых кривых Безье, в точности совпадающих с исходной, и в совокупности дающих исходную кривую Безье. Этот алгоритм не только определяет точку кривой в {\displaystyle \scriptstyle t}, но и делит кривую на две части в {\displaystyle \scriptstyle t}, а также предоставляет описание двух суб-кривых в форме Безье (в параметрическом представлении).
Описанный алгоритм справедлив для нерациональных кривых Безье. Для вычисления рациональных кривых в {\displaystyle \scriptstyle \mathbf {R} ^{n}}, можно спроецировать точку в {\displaystyle \scriptstyle \mathbf {R} ^{n+1}}; например кривая в трехмерном пространстве должна иметь опорные точки {\displaystyle \scriptstyle \{(x_{i},y_{i},z_{i})\}} и веса {\displaystyle \scriptstyle \{w_{i}\}} спроецированные в весовые контрольные точки {\displaystyle \scriptstyle \{(w_{i}x_{i},w_{i}y_{i},w_{i}z_{i},w_{i})\}}. Затем обычно алгоритм переходит к интерполяции в {\displaystyle \scriptstyle \mathbf {R} ^{4}}. Результирующие четырехмерные точки могут быть спроецированы обратно в трехмерное пространство с помощью перспективного деления.
В целом, операции с рациональными кривыми (или поверхностями) эквивалентны операциям с нерациональными кривыми в проективном пространстве. Представление опорных точек как взвешенных часто бывает удобно для определения рациональных кривых.